# 1991–1992-es kupagyőztesek Európa-kupája
A KEK 1991–1992-es szezonja volt a kupa 32. kiírása. A győztes az SV Werder Bremen lett, miután a döntőben 2–0-ra legyőzte az AS Monaco FC csapatát.
A sorozat gólkirálya a Ferencvárosi TC játékosa, Lipcsei Péter lett hat góllal.

## Selejtező
| 1. csapat        | Össz. | 2. csapat            | 1. mérk. | 2. mérk. |
| ---------------- | ----- | -------------------- | -------- | -------- |
| Stockerau        | 0–2   | Tottenham Hotspur FC | 0–1      | 0–1      |
| Galway United FC | 0–7   | Odense               | 0–3      | 0–4      |

## Első forduló
| 1. csapat                 | Össz.     | 2. csapat            | 1. mérk. | 2. mérk.   |
| ------------------------- | --------- | -------------------- | -------- | ---------- |
| Fyllingen                 | 2–8       | Atlético Madrid      | 0–1      | 2–7        |
| Athinaikósz FC            | 0–2       | Manchester United FC | 0–0      | 0–2 (h.u.) |
| GKS Katowice              | 3–3 (ig.) | Motherwell FC        | 2–0      | 1–3        |
| AC Omonia                 | 0–4       | Club Brugge KV       | 0–2      | 0–2        |
| Bacău                     | 0–11      | Werder Bremen        | 0–6      | 0–5        |
| PFK Levszki Szófia        | 3–7       | Ferencvárosi TC      | 2–3      | 1–4        |
| FC Stahl Eisenhüttenstadt | 1–5       | Galatasaray SK       | 1–2      | 0–3        |
| Odense                    | 1–4       | Baník Ostrava        | 0–2      | 1–2        |
| Glenavon FC               | 4–4 (ig.) | Ilves                | 3–2      | 1–2        |
| PFK CSZKA Moszkva         | 2–2       | AS Roma              | 1–2      | 1–0        |
| Norrköping                | 6–1       | Jeunesse Esch        | 4–0      | 2–1        |
| Swansea City AFC          | 1–10      | AS Monaco FC         | 1–2      | 0–8        |
| Valur                     | 1–2       | FC Sion              | 0–1      | 1–1        |
| KF Partizani Tirana       | 0–1       | Feyenoord            | 0–0      | 0–1        |
| HNK Hajduk Split          | 1–2       | Tottenham Hotspur FC | 1–0      | 0–2        |
| Valletta FC               | 0–4       | FC Porto             | 0–3      | 0–1        |

## Második forduló
| 1. csapat            | Össz.                 | 2. csapat            | 1. mérk. | 2. mérk.   |
| -------------------- | --------------------- | -------------------- | -------- | ---------- |
| Atlético Madrid      | 4–1                   | Manchester United FC | 3–0      | 1–1        |
| GKS Katowice         | 0–4                   | Club Brugge KV       | 0–1      | 0–3        |
| SV Werder Bremen     | 4–2                   | Ferencvárosi TC      | 3–2      | 1–0        |
| Galatasaray SK       | 2–2                   | FC Baník Ostrava     | 0–1      | 2–1        |
| Ilves                | 3–6                   | AS Roma              | 1–1      | 2–5        |
| Norrköping           | 1–5                   | AS Monaco FC         | 1–2      | 0–3        |
| FC Sion              | 0–0 (11-esekkel: 3–5) | Feyenoord            | 0–0      | 0–0 (h.u.) |
| Tottenham Hotspur FC | 3–1                   | FC Porto             | 3–1      | 0–0        |

## Negyeddöntő
| 1. csapat        | Össz.     | 2. csapat            | 1. mérk. | 2. mérk. |
| ---------------- | --------- | -------------------- | -------- | -------- |
| Atlético Madrid  | 4–4 (ig.) | Club Brugge KV       | 3–2      | 1–2      |
| SV Werder Bremen | 2–1       | Galatasaray SK       | 2–1      | 0–0      |
| Roma             | 0–1       | AS Monaco FC         | 0–0      | 0–1      |
| Feyenoord        | 1–0       | Tottenham Hotspur FC | 1–0      | 0–0      |

## Elődöntő
| 1. csapat      | Össz. | 2. csapat     | 1. mérk. | 2. mérk. |
| -------------- | ----- | ------------- | -------- | -------- |
| Club Brugge KV | 2–4   | Werder Bremen | 1–3      | 1–1      |
| AS Monaco FC   | 3–3   | Feyenoord     | 1–1      | 2–2      |

## Döntő
| 1992. május 6. 19:15 |

| Werder Bremen        | 2–0   | AS Monaco |
| -------------------- | ----- | --------- |
| Allofs 40' Rufer 55' | (1–0) |           |

| Estádio da Luz, Lisszabon Nézőszám: 16 000 Játékvezető: Pietro d'Elia (olasz) |

| Az 1991–1992-es kupagyőztesek Európa-kupája győztese |
| ---------------------------------------------------- |
| Werder Bremen 1. cím                                 |